# Nasty Baby
Pour plus de détails, voir Fiche technique et Distribution.
Nasty Baby est un film américano-chilien réalisé par Sebastián Silva en 2015. Le film a été présenté au Sundance Film Festival de 2015 ainsi que lors de la section Panorama du 65e festival de Berlin où il remporte le Teddy Award.

## Synopsis
L'histoire se concentre sur Freddy (Sebastián Silva) et Mo (Tunde Adebimpe), un couple homosexuel qui essaie d'avoir un enfant avec l'aide de leur amie Polly (Kristen Wiig).

## Fiche technique
- Titre : Nasty Baby
- Réalisation : Sebastián Silva
- Scénario : Sebastián Silva
- Musique : Danny Bensi et Saunder Jurriaans
- Photographie : Sergio Armstrong
- Montage : Sofía Subercaseaux
- Production : Charlie Dibe, David Hinojosa, Juan de Dios Larraín, Pablo Larraín et Julia Oh
- Société de production : Fabula, Funny Balloons, Versatile et Killer Films
- Pays :  États-Unis et  Chili
- Genre : Drame
- Durée : 101 minutes
- Date de sortie : 
  - États-Unis : 23 octobre 2015

## Distribution
- Sebastián Silva : Freddy
- Kristen Wiig : Polly
- Tunde Adebimpe : Mo
- Alia Shawkat : Wendy
- Mark Margolis : Richard
- Reg E. Cathey : l'évêque
- Judy Marte : la femme battue
- Neal Huff : le propriétaire de la galerie
- Anthony Chisholm : David
- Agustín Silva : Chino
- Toni D'Antonio : nurse de Toni (à confirmer)
- Cruz Rodriguez : l'enfant lors de l'alerte à la bombe
- William Oliver Watkins : le beau-frère de Mo
- Emily Ann Garcia : l'acheteur de la maison